# Karlsbyhedens IK
Karlsbyhedens IK är en idrottsklubb i Karlsbyheden i Sverige, som bedriver sektioner för bandy, orientering, rodd, skidsport, ishockey och sportgymnastik. Klubben har en egen konstfrusen bandybana, Hedvallen. 
Herrlaget i bandy slutade på nionde plats i division 1 Norra säsongen 2007/2008, och lyckades därmed undvika nedflyttning. Damlaget spelade i Allsvenskan säsongen 2007/2008 men åkte ur.
Herrlaget spelar säsongen 2024/2025 i Division 2 Nord-Syd.